# 栗東市立葉山東小学校
栗東市立葉山東小学校（りっとうしりつ はやまひがししょうがっこう）は滋賀県栗東市小野にある市立の小学校。

## 沿革
- 1980年（昭和55年）7月1日 - 葉山小学校より分離開校[2]
- 2001年（平成13年）10月1日 - 市制施行により栗東市立葉山東小学校となる

## 通学区域
伊勢落・林の内国道1号線以南・六地蔵・六地蔵団地・小野・小野南・小野北・北尾団地・赤坂・栗東ニューハイツ・日吉が丘・手原・手原団地・大橋七丁目1番10号